# Tulipa micheliana
Tulipa micheliana — багаторічна рослина роду тюльпан родини Лілійних. Помірно отруйна трава з підземними органами у вигляді цибулин, ланцетними сильно хвилястими листками і великими яскраво-червоними квітами. Рослина поширена в Центральній Азії, де населяє степи і напівпустелі. Вид скорочує свою чисельність у природі, через що занесений до Червоних книг Таджикистану, Туркменістану, Узбекистану, Червоного списку Міжнародного союзу охорони природи. Належить до маловідомих декоративних культур.

## Етимологія
Родова назва цієї рослини спочатку з'явилась на батьківщині всіх культурних тюльпанів — у Туреччині. Її виводять від перського слова «дюльбенд», яким називали певний ґатунок тканини, що йшла на пошиття тюрбанів. Припускають, що рослини отримали цю назву або за форму, яка нагадувала тюрбан, або тому, що ними прикрашали тюрбани. Від османів це іменування в XVI—XVII століттях запозичили всі європейські народи. Воно усталилось в латинській назві роду.
Видовий епітет micheliana рослина отримала на честь італійського ботаніка XVIII сторіччя П'єра Антоніо Міхелі. Слід зазначити, що прізвище цього науковця пишуть по-різному, а оскільки для наведеного таксону офіційна українська назва поки що не затверджена, в садівничій практиці Tulipa micheliana може фігурувати як тюльпан Міхелі́, тюльпа́н Міхе́ля, тюльпа́н Мікелі́, тюльпа́н Міке́ля. Крім того, по-різному може скорочуватися ім'я першовідкривача виду: Hoog, T. M. Hoog, Th. Hoog.

## Опис
Багаторічна трав'яниста рослина 15—40 см заввишки, полікарпик, геофіт. Цибулина завширшки 2—3 см, яйцеподібна, з тонкошкірястими, темно-бурими оболонками, густо вистиленими зсередини прямими шовковистими волосками. Стебло одиночне, густоопушене короткими волосками, сизо-зелене, інколи з декількома пурпуровими смугами. Листків від 3 до 5, їхня довжина сягає 10—20 см, ширина не перевищує 2 см. Листки стеблові, чергові, але нижні часто скупчені в розетку, вони стирчать у боки, трохи дугоподібно вигнуті, довгастої або ланцетної форми (найвищі лінійно-ланцетні), при основі трохи розширені і ледь закручені, від середини жолобчасто складені, по краях сильно хвилясті, війчасті, сизо- або сіро-зеленого кольору з антоціановими смугами.
Квітки одиночні, верхівкові (як виняток, у особин з дуже коротким стеблом можуть бути сидячими), правильні, без запаху, відносно інших частин рослини дуже великого розміру (завдовжки 5,5—10 см), формою нагадують склянку (довгасті) або келих (розширені донизу). Оцвітина проста, шестичленна, опадна, з пелюстками завдовжки 5—8 см, розташованими у двох колах. Зовнішні пелюстки, ромбічні до оберненояйцеподібних, по краях і у верхній частині ледь відігнуті; внутрішні значно вужчі, видовжено-яйцеподібні, зазвичай прямостоячі, рідше також трохи відігнуті. Пелюстки обох типів зі слабохвилястими краями, клиноподібно звужені до верхівки, яка закінчується коротким білуватим вістрям, іноді вирізняються рельєфною центральною жилкою. Колір пелюсток варіює від яскраво-червоного до темно-малинового, на їхньому внутрішньому боці біля денця є велика чорна або пурпурово-чорна пляма (часто з жовтою чи білою облямівкою мінливої ширини). Пляма сягає середини пелюсток і просвічує назовні. Крім того, пелюстки зовнішнього кола ззовні сизуваті з яскраво-червоним-краєм, хоча загалом квіти у цього тюльпана блискучі. Тичинок 6, їм притаманні короткі, трикутні, чорні тичинкові нитки і чорні, рідше жовті пиляки. Маточка циліндрична, зелена, з широкою приймочкою.
Плід — прямостояча коробочка.

## Поширення
Tulipa micheliana належить до ендеміків, тобто видів з незначною площею ареалу. Зона його поширення охоплює тільки дві гірські системи Центральної Азії — Копетдаг і Паміро-Алай. В Копетдазі він розповсюдженій по всьому масиву, а також знайдений на сусідніх хребтах: Кюрендазі, Великому і Малому Балханах. В Паміро-Алаї ця рослина заселила північно-західну частину гірського масиву (хребти Кугінтангтау, Нуратау, Зарафшанський, Гісарський).
В горах Tulipa micheliana поширений від передгірь аж до ксерофітного поясу, тобто у висотному діапазоні (350) 400—2000 (2200) м над рівнем моря. Типовими оселищами цього виду є передгірні напівпустелі полиново-ефемероїдного типу, гірські степи з негустим травостоєм, арчеві рідколісся, напівоголені схили з угрупованнями посухостійких рослин. Хоча суцільних заростей ця рослина не утворює, однак у придатних для неї біотопах трапляється часто.

## Екологія
Tulipa micheliana — світлолюбна, помірно морозостійка рослина (витримує пониження температури до –23 °C). Досить вимоглива до вмісту вологи в ґрунті, однак має пристосування для її ефективного використання. Як і всі тюльпани, цей вид — ефемероїд з укороченим вегетаційним періодом. Він швидко розвивається навесні, коли вміст вологи в ґрунті максимальний, тому встигає відцвісти і принести плоди до початку літньої посухи. Спекотну пору року ця рослина проводить у стані спокою, до цього моменту її надземна частина повністю відмирає. В дуже посушливі роки цвітіння не відбувається взагалі. Таким чином, Tulipa micheliana попри вологолюбність можна вважати посухостійким і жаростійким видом, чутливим до перезволоження (в культурі потребує доброго дренажу). В природі цей тюльпан зростає на щебенисто-галечникових, дрібноземних і глинистих схилах, у передгір'ях — на сіроземах.
Основний (а в дикому середовищі — єдиний) спосіб розмноження цього виду — насіннєвий. Вегетативне розмноження можливе в культурі, але коефіцієнт відтворення при цьому низький. В Туркменістані початок вегетації Tulipa micheliana припадає на другу половину січня, у лютому спостерігають бутонізацію, в березні — квітні починається цвітіння, яке триває близько 30 днів. У північних регіонах у культурі Tulipa micheliana цвіте, як і більшість тюльпанів, у травні. За сприятливих біоценотичних і погодних умов густина популяцій цього виду в природі може сягати 37 особин на м², тому при одночасному цвітінні рослини створюють барвистий аспект. Плодоношення відбувається у травні — червні. Насіння розповсюджується балістичним способом, висипаючись з коробочки при її розгойдуванні (автохорія). Молоді рослини розвиваються повільно і вперше починають квітнути на 6—7-му році життя, за умов доброго забезпечення вологою — на 5—6-му. Загальна тривалість життя однієї особини становить 6—20 років.

## Значення і статус виду

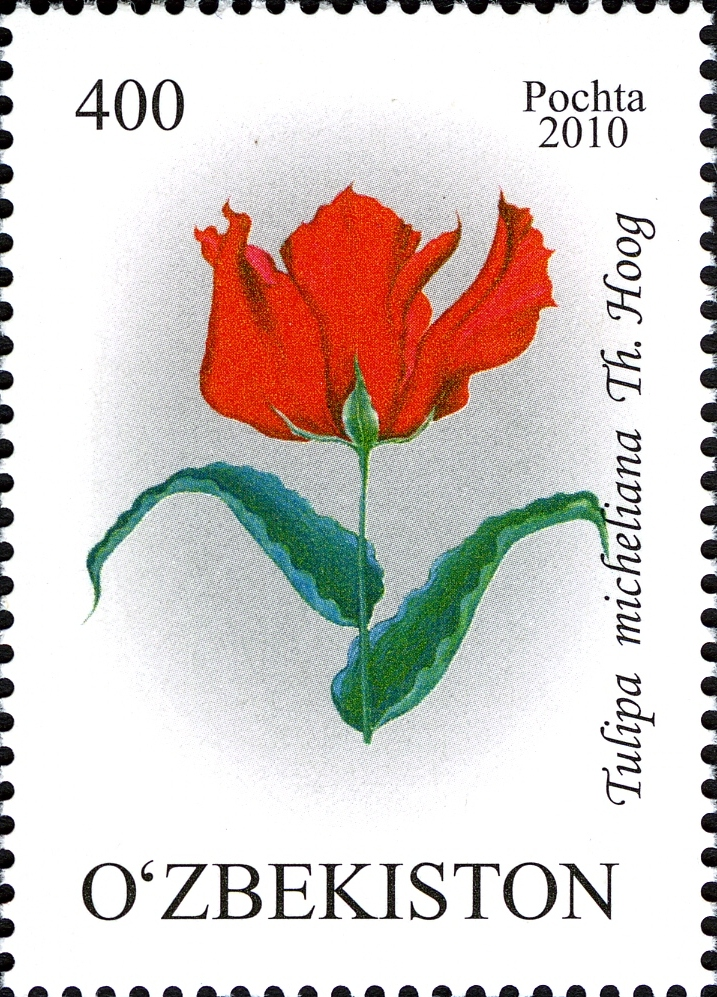
Узбецька марка із малюнком Tulipa micheliana містить наукову помилку: квітку на ній зображено з чашолистками, яких у тюльпанів не буває.

Завдяки великим і яскравим квітам Tulipa micheliana як декоративна рослина 1901 року був введений в культуру, де зарекомендував себе як невибагливий і стійкий. За садівницькою класифікацією його відносять до Класу 15 групи IV «Види, їх різновиди і гібриди», в якому зібрані всі дикі види тюльпанів, що не мають похідних сортів. Через малу висоту і компактний габітус, тюльпан Мікелі, як правило, висаджують на альпійськіх гірках, у рокаріях і бордюрах. Найбільші особини з довгими квітконосами придатні для зрізання на букети. Незважаючи на високі декоративні якості ця рослина все ще залишається малознаною у садівницьких колах. Її вирощуванням займаються переважно наукові установи.
Популяризація Tulipa micheliana в культурі особливо важлива з огляду на те, що природні популяції цього виду мають тенденцію до скорочення. Головними чинниками, що перешкоджають його нормальному відтворенню, залишаються збирання квітів для букетів, викопування цибулин задля пересадки в сади, а також випасання худоби на гірських пасовищах. Хоча зазвичай тварини уникають їсти тюльпани через наявність в них помірно отруйних речовин (наприклад, алкалоїду тюліпіну), однак під час випасання копитні витоптують частину рослин, а також сильно ущільнюють ґрунт, погіршуючи умови зростання для решти.
Задля збереження природних популяцій Tulipa micheliana занесений до Червоних книг Таджкистану (2015), Туркменістану (2011), Узбекистану (2016). В Червоному списку Міжнародного союзу охорони природи його статус визначений як «близький до загрозливого». Найбільші осередки цього виду охороняють в Копетдазькому, Сюнт-Хасардазькому (Туркменістан), Заамінському, Нуратинському і Сурганському (Узбекистан) заповідниках. В 2010 році поштою Узбекистану на його честь випущено поштову марку.

## Таксономія
Перший науковий опис виду склав Томас Хуг — американський ботанік, що займався інтродукцією декоративних рослин. Tulipa micheliana він описав як новий вид тюльпанів у 1902 році, тобто вже після того, як перші особини потрапили з дикого середовища до ботанічних колекцій. Опис було здійснено за зразками данського ботаніка Уве Паульсена, зібраними поблизу Ашгабата.
Наразі самостійний статус таксона підтверджують більшість науковців. Зрідка цю рослину розглядають як підвид Tulipa eichleri (Tulipa eichleri var. micheliana (Hoog) Raamsd.) або Tulipa undulatifolia (Tulipa undulatifolia var. micheliana (Hoog) Wilford). Окрім наведених інших синонімів цей таксон не має, так само як і субтаксонів.
З таксономічної точки зору найближче до Tulipa micheliana стоять такі види як Tulipa eichleri і тюльпан Грейга, що відрізняються від нього лише незначними морфологічними деталями. За іншим таксономічним поділом цей вид виділяють у секцію Vinistriatae, до якої включають також тюльпан Грейга, Tulipa butkovii, Tulipa mogoltavica, Tulipa vvedenskyi.